# Wing Commander II: Vengeance of the Kilrathi
Wing Commander II: Vengeance of the Kilrathi è un videogioco della serie di simulatori di volo fantascientifici Wing Commander, come i predecessori è stato sviluppato dall'Origin Systems ed è stato immesso sul mercato nel 1991.  

## Modalità di gioco
Il videogioco è ambientato nel 2656 nel quale la confederazione terrestre è in guerra con la razza aliena dei Kilrathi, degli alieni simili ai felini. Sono presenti una varietà di piloti e di velivoli da ambo le parti. Il gioco pone un'enfasi particolare sulla trama, utilizza molte animazioni e personaggi animati che muovono le labbra in modo sincronizzato con il parlato per fornire una migliore immedesimazione al giocatore. La trama di Vengeance of the Kilrathi è quasi lineare, le biforcazioni sono molto ridotte, il giocatore non può essere promosso o decorato e il wingman (il compagno di volo) non può essere ucciso, quando il suo mezzo è eccessivamente danneggiato il wingman si espelle. Essendo un seguito diretto del primo Wing Commander le navi Kilrathi hanno nomi simili a quelli del predecessore e spesso sono modelli aggiornati delle vecchie navi e la stessa confederazione utilizza un modello aggiornato del caccia Rapier.
Per il videogioco vennero proposte due espansioni, la Special Operations 1 e 2 che vennero presentati nel 1991 e 1992, e la serie di cartoni animati Wing Commander Academy nel 1993. Origin presentò anche lo Speech Accessory Pack che aggiungeva le voci registrate al dialogo dei personaggi.